# Laurence Doherty
Hugh Laurence "Laurie" Doherty (Wimbledon, 8 oktober 1875 – Broadstairs, 21 augustus 1919) was een tennisspeler uit het Verenigd Koninkrijk. Hij won vijfmaal het enkelspel op Wimbledon en eenmaal op het US tenniskampioenschap in 1903. Hiermee was hij de eerste speler die twee verschillende grandslamtoernooien won in het enkelspel. Doherty won olympisch goud in het enkel- en dubbelspel tijdens de Spelen van 1900 in Parijs.
Daarnaast was hij samen met zijn broer Reginald Doherty een zeer succesvol dubbelduo. Samen wonnen ze tien grandslamtoernooien waarvan achtmaal Wimbledon en tweemaal de US Championships.
Verder won hij met het Britse team de International Lawn Tennis Challenge van 1903 tot en met 1906.

## Enkelspel
| Nr               | Datum             | Toernooi                                               | Ondergrond | Tegenstander in finale | Score                    |
| ---------------- | ----------------- | ------------------------------------------------------ | ---------- | ---------------------- | ------------------------ |
| Gewonnen finales |                   |                                                        |            |                        |                          |
| 1.               | 1897              | Suffolk Championship, Nieuw-Zeeland                    | Gras       | Charles Henry Ridding  | 6–3, 8–6, 4–6, 6–1       |
| 2.               | 18 juli 1897      | Queen's Club Championships, Londen                     | Gras       | Josiah Ritchie         | 6–2, 6–2, 6–2            |
| 3.               | maart 1898        | South of France Championships                          | Gravel     | J.R. Hay Gordon        | 6–1, 6–2, 6–1            |
| 4.               | maart 1898        | Monte Carlo                                            | Gravel     | Count Voss             | 4–6, 6–3, 6–3, 4–0 ret.  |
| 5.               | 18 juni 1898      | Northern Lawn Tennis Association Tournament, Liverpool | Gras       | Wilfred Baddeley       | walk-over                |
| 6.               | 11 juli 1898      | Queen's Club Championships Londen                      | Gras       | Harold Mahony          | 6–3, 6–4, 9–7            |
| 7.               | augustus 1898     | Scottish Championship                                  | Gras       | Reginald Doherty       | walk-over                |
| 8.               | maart 1900        | South of France Championships, Nice                    | Gravel     | Reginald Doherty       | walk-over                |
| 9.               | 11 juli 1900      | Olympische Spelen, Parijs                              | Gravel     | Harold Mahony          | 6–4, 6–2, 6–3            |
| 10.              | 26 augustus 1900  | Hamburg Duitsland                                      | Gravel     | George Hillyard        | 7–5, 6–2, 3–6, 4–6, 6–2  |
| 11.              | september 1900    | Dinard Frankrijk                                       | Gravel     | Harold Mahony          | 4–6, 6–1, 8–6, 7–5       |
| 12.              | 16 september 1900 | South of England Championships                         | Gras       | Sydney Howard Smith    | 6–4, 1–6, 6–2, 6–1       |
| 13.              | maart 1901        | Cannes Frankrijk                                       | Gravel     | George Hillyard        | 6–3, 6–3, ret.           |
| 14.              | 17 maart 1901     | Monte Carlo                                            | Gravel     | Wilberforce Eaves      | 6–2, 5–7, 6–1            |
| 15.              | 24 maart 1901     | South of France Championships, Nice                    | Gravel     | Wilberforce Eaves      | 6–2, 6–3, 6–2            |
| 16.              | 27 april 1901     | British Covered Courts Championships                   | Hout       | Arthur Gore            | 6–3, 6–1, 6–1            |
| 17.              | juni 1901         | Kent Championships, Beckenham, England                 | Gras       | Arthur Gore            | 6–1, 6–3, 3–6, 6–4       |
| 18.              | augustus 1901     | Buxton Championships                                   | Gras       | George Hillyard        | 6–4, 7–5, 3–6, 6–2       |
| 19.              | augustus 1901     | North of England Championships, Scarborough            | Gras       | Ernest Black           | 6–2, 6–1, 6–1            |
| 20.              | maart 1902        | South of France Championships, Nice                    | Gravel     | Reginald Doherty       | walk-over                |
| 21.              | april 1902        | British Covered Court Championships, Queens, Londen    | Hout       | Josiah Ritchie         | 6–4, 6–3, 5–7, 6–3       |
| 22.              | mei – juni 1902   | Irish Championships, Dublin                            | Gras       | Reginald Doherty       | walk-over                |
| 23.              | 15 juni 1902      | Kent Championships, Beckenham, Engeland                | Gras       | George Simond          | 6–4, 6–0, 6–3            |
| 24.              | juni 1902         | Wimbledon                                              | Gras       | Arthur Gore            | 6–4, 6–3, 3–6, 6–0       |
| 25.              | oktober 1902      | European Championships, Queen's Club, London           | Hout       | Harold Mahony          | 4–6, 6–4, 6–3, 6–1       |
| 26.              | 15 maart 1903     | South of France Championships, Nice                    | Gravel     | Sydney Howard Smith    | 5–7, 3–6, 6–3, 6–4, 6–3  |
| 27.              | 26 april 1903     | British Covered Court Championships, Queens, Londen    | hout       | George Hillyard        | 6–1, 4–6, 6–4, 6–2       |
| 28.              | 4 juli 1903       | Kent Championships, Beckenham, Engeland                | Gras       | Arthur Gore            | 6–1, 6–2, 6–2            |
| 29.              | juni 1903         | Wimbledon                                              | Gras       | Frank Riseley          | 7–5, 6–3, 6–0            |
| 30.              | 1 augustus 1903   | Nahant, Verenigde Staten                               | Gras       | William Clothier       | 6–4, 6–0                 |
| 31.              | 14 augustus 1903  | Southampton, Verenigde Staten                          | Gras       | William Larned         | 6–1, 6–2, 6–1            |
| 32.              | 27 augustus 1903  | US Championships, Newport Verenigde Staten             | Gras       | William Larned         | 6–0, 6–3, 10–8           |
| 33.              | 14 maart 1904     | South of France Championships, Nice                    | Clay       | Josiah Ritchie         | 6–2, 6–3, 6–3            |
| 34.              | 20 maart 1904     | Cannes Championships, Frankrijk                        | Clay       | Josiah Ritchie         | 6–1, 6–4, 6–1            |
| 35.              | april 1904        | British Covered Court Championships, Queens, Londen    | hout       | Josiah Ritchie         | 6–2, 8–10, 5–7, 6–4, 6–3 |
| 36.              | 27 juni 1904      | Wimbledon                                              | Gras       | Frank Riseley          | 6–1, 7–5, 8–6            |
| 37.              | juli 1904         | Northumberland Championships, Engeland                 | hout       | George Ball-Greene     | 6–4, 6–1                 |
| 38.              | maart 1905        | Monte Carlo                                            | Gravel     | Josiah Ritchie         | 6–4, 8–6, 6–4            |
| 39.              | maart 1905        | South of France Championships, Nice                    | Gravel     | Edward Allen           | 6–3, 7–5, 7–5            |
| 40.              | 15 april 1905     | British Covered Court Championships, Londen            | hout       | Josiah Ritchie         | 6–1, 8–6, 6–2            |
| 41.              | juli 1905         | Wimbledon                                              | Gras       | Norman Brookes         | 8–6, 6–2, 6–4            |
| 42.              | 28 februari 1906  | Monte Carlo                                            | Gravel     | Wilberforce Eaves      | 6–3, 11–9                |
| 43.              | 18 maart 1906     | South of France Championships, Nice                    | Gravel     | Anthony Wilding        | 6–3, 8–6, 6–2            |
| 44.              | 28 april 1906     | British Covered Court Championships, Londen            | Hout       | Arthur Gore            | 6–2, 6–4, 8–6            |
| 45.              | juli 1906         | Wimbledon                                              | Gras       | Frank Riseley          | 6–4, 4–6, 6–2, 6–3       |
| 46.              | augustus 1908     | Yorkshire Championships                                | Gras       | George Hillyard        | 6–1, 6–4, 6–2            |
| 47.              | juli 1909         | Nottinghamshire Championships, Nottingham              | Gras       | Wilberforce Eaves      | 6–3, 6–4                 |
| 48.              | augustus 1909     | North of England Championships, Scarborough            | Gras       | Gordon Lowe            | 7–5, 6–1, 6–1            |
| 49.              | augustus 1910     | North of England Championships, Scarborough            | Gras       | Gordon Lowe            | 6–3, 6–2, 6–2            |